# John Lowey (labdarúgó)
John Anthony Lowey (Manchester, 1958. március 7. – 2019. augusztus 5.) angol labdarúgó, középpályás.

## Pályafutása
1975-76-ban a Manchester United labdarúgója volt, de nem játszott tétmérkőzésen. 1976–77-ben az amerikai Chicago Sting csapatában játszott. 1977–78-ban ismét Angliában szerepelt a Port Vale és a Blackburn Rovers csapatában, de nem kapott játék lehetőséget. 1978-ban az amerikai California Sunshine labdarúgója volt. 1978-ban hazatért. 1978 és 1980 között a Sheffield Wednesday, 1980 és 1986 között a Blackburn Rovers játékosa volt. Mindkét csapatban meghatározó játékos volt. 1986–87-ben a Wigan Athletic csapatának a tagja volt, de 1986-ban kölcsönben szerepelt a Chesterfield, 1987-ben a York City együttesében. 1987–88-ban a Preston North End, 1988-ban a Chester City játékosa volt. 1986 után többnyire csak a cserepadon jutott neki hely. 1988-ban az ausztrál Brisbane Lionshoz szerződött és innentől Ausztráliában élt haláláig.